# Pacto da Cidadela
O Pacto da Cidadela (em castelhano:  Pacto de la Ciudadela) foi um documento assinado por Félix Díaz e Victoriano Huerta em 9 de fevereiro de 1913 às 21:30, por meio do qual as forças armadas ilegais contrárias a Francisco I. Madero se puseram de acordo e se comprometeram, na tentativa de derrubar o governo legítimo do México em proveito de objetivos pessoais e das elites que os apoiavam, em particular a representação diplomática dos Estados Unidos.
Ficou conhecido também como o Pacto da Embaixada pois foi nas instalações da Embaixada dos Estados Unidos no México, e com a colaboração de todo alheia às suas funções, do embaixador Henry Lane Wilson, que tiveram lugar as conversações e onde se concertou o acordo, o qual estabelecia:
a) O repúdio do governo de Francisco I. Madero.
b) A presidência provisória do general Victoriano Huerta antes de 72 horas, com um governo integrado por reyistas e felicistas.
c) Félix Díaz não teria qualquer cargo, para assim poder concorrer nas futuras eleições.
d) A notificação dos governos estrangeiros da cessação de funções de Francisco I. Madero.
e) O fim das hostilidades (da Decena Trágica).